# Chersotis pachnosa
Chersotis pachnosa là một loài bướm đêm trong họ Noctuidae.